# Gerichtsbezirk Duppau
Der Gerichtsbezirk Duppau (tschechisch: soudní okres Doupov) war ein dem Bezirksgericht Duppau unterstehender Gerichtsbezirk im Kronland Böhmen. Er umfasste Gebiete im westlichen Teil Nordböhmens. Zentrum und Gerichtssitz des Gerichtsbezirks war die Stadt Duppau (Doupov). Das Gebiet gehörte seit 1918 zur neu gegründeten Tschechoslowakei und ist seit 1991 Teil der Tschechischen Republik.

## Geschichte
Die ursprüngliche Patrimonialgerichtsbarkeit wurde im Kaisertum Österreich nach den Revolutionsjahren 1848/49 aufgehoben. An ihre Stelle traten die Bezirks-, Landes- und Oberlandesgerichte, die nach den Grundzügen des Justizministers geplant und deren Schaffung am 6. Juli 1849 von Kaiser Franz Joseph I. genehmigt wurde. Der Gerichtsbezirk Duppau gehörte zunächst zum Saazer Kreis und umfasste 1854 die 23 Katastralgemeinden Dobrenz, Dörfles, Dürmaul, Duppau, Gässing, Hermesdorf, Jurau, Koslau, Kunitz, Meckl, Molischen, Olleschau, Petersdorf, Promuth, Rednitz, Saar, Sachsengrün, Sebelitz, Tiefenbach, Totzau, Turtsch, Wobern und Zettlitz. Der Gerichtsbezirk Duppau bildete im Zuge der Trennung der politischen von der judikativen Verwaltung ab 1868 gemeinsam mit den Gerichtsbezirken Kaaden und Preßnitz den Bezirk Kaaden.
Im Gerichtsbezirk Duppau lebten 1869 7.693 Menschen 1900 waren es 7.531 Personen. Der Gerichtsbezirk Duppau wies 1910 eine Bevölkerung von 7.588 Personen auf, von denen 7.570 Deutsch und keine Person Tschechisch als Umgangssprache angaben. Im Gerichtsbezirk lebten zudem 18 Anderssprachige oder Staatsfremde.
Durch die Grenzbestimmungen des am 10. September 1919 abgeschlossenen Vertrages von Saint-Germain kam der Gerichtsbezirk Duppau vollständig zur neugegründeten Tschechoslowakei, wobei die Gerichtseinteilung bis 1938 im Wesentlichen bestehen blieb. Nach dem Münchner Abkommen wurde das Gebiet Teil dem Landkreis Kaaden zugeschlagen. Nach dem Zweiten Weltkrieg gehörte das Gebiet zum Okres Karlovy Vary, dessen Behörden jedoch im Zuge einer Verwaltungsreform 2003 ihre Verwaltungskompetenzen verloren. Diese werden seitdem von den Gemeinden bzw. dem Karlovarský kraj, zu dem das Gebiet um Duppau seit Beginn des 21. Jahrhunderts gehört, wahrgenommen. Große Teile des ehemaligen Gerichtsbezirks liegen heute auf dem Truppenübungsplatz Hradiště.

## Gerichtssprengel
Der Gerichtssprengel umfasste 1910 die 17 Gemeinden Dobrenz (Dobronín), Dörfles (Víska), Dürmaul (Trmová), Duppau (Doupov), Gässing (Jeseň), Hermersdorf (Heřmanov), Jurau (Jírov), Meckl (Mětika), Olleschau (Oleška), Petersdorf (Petrov), Promuth (Prachomety), Rednitz (Rednice), Saar (Žďár), Sachsengrün (Zakšov), Sebeltitz (Žebletín), Totzau (Tocov) und Turtsch (Tureč).